# Hutterieten

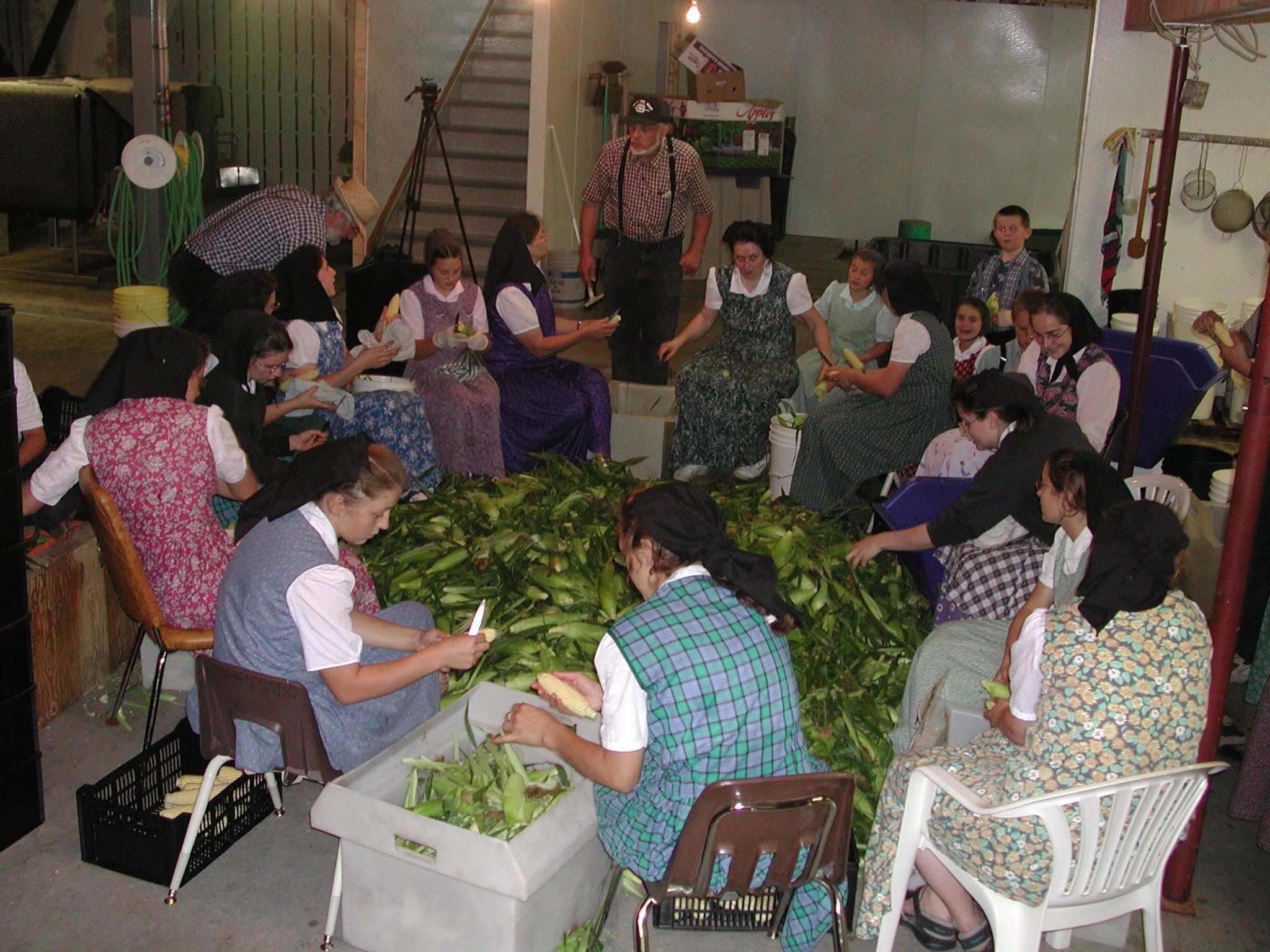
Hutterietenvrouwen aan het werk

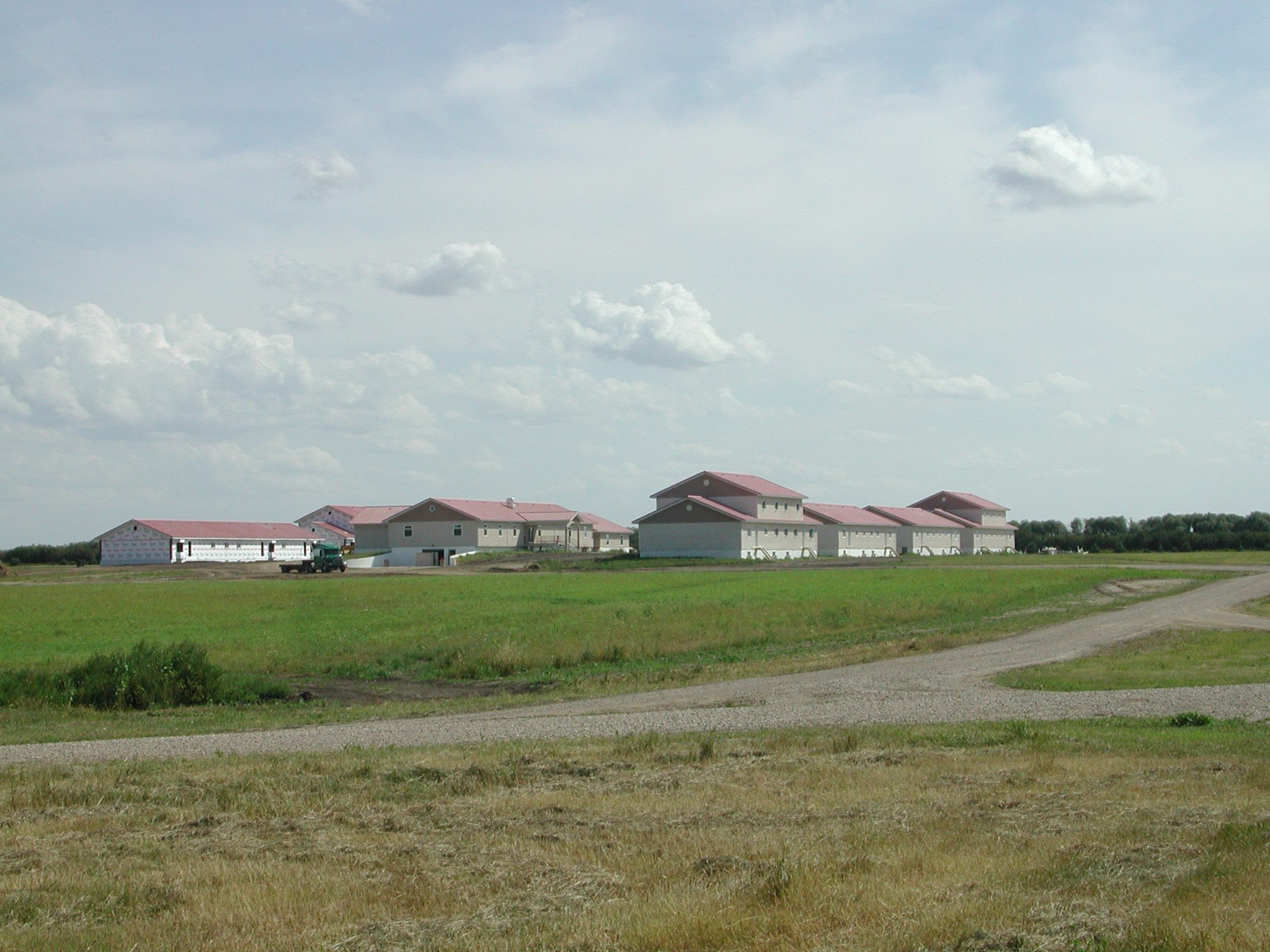
Nieuwe kolonie

De hutterieten (Duits: Hutterer, Engels: Hutterites) vormen een doperse, protestantse geloofsgemeenschap in Noord-Amerika. Deze  geloofsgemeenschap werd in 1528 gesticht door Jacob Hutter in Tirol. Deze belandde in 1536 op de brandstapel. Via Moravië en later Transsylvanië belandde de geloofsgemeenschap halverwege de 19de eeuw op de Nogajsteppe bij de Kaspische Zee. Vandaar uit besloot men uiteindelijk naar de nieuwe wereld te emigreren.
De opvattingen van Hutter leidden tot een zekere mate van vervolging door katholieken en protestanten. Daarom verlieten de hutterieten hun oorspronkelijke woonplaats en trokken achtereenvolgens naar Hongarije, Roemenië, het tsaristische Rusland en in 1873 naar de Verenigde Staten. Vandaar gingen zij in 1917 massaal naar Canada, om de straf te ontlopen die hen wachtte als zij volhardden in hun weigering de militaire dienstplicht te vervullen. 
De gelovigen leven op eenvoudige wijze in kleine agrarische kolonies van 60 à 100 personen. Wanneer zo'n kolonie aangroeit en té groot wordt, splitst de groep zich en vormt men een nieuwe kolonie. Hun leefwijze lijkt op die van de amish, al accepteren de hutterieten wel volop de moderne techniek. Zij kennen collectief eigendom van bijv. grond en landbouwwerktuigen.
Het aantal hutterieten in Noord-Amerika is in 125 jaar tijd gegroeid van 400 naar circa 42.000.
In een aantal opzichten valt de levensstijl van de hutterieten te vergelijken met die van de Nederlandse bevindelijk gereformeerden. Behalve dansen zijn ook theaterbezoek, kaartspel, zwembadbezoek, roken, circusbezoek, radio en televisie taboe. De Hutterieten hebben een hoog geboortecijfer van 35,2 per 1000 (vergelijk: Nederland 11,1 per 1000).

## Vergelijkbare groepen
- Mennonieten in Belize
- Mennonieten in Bolivia
- Mennonieten in Mexico
- Mennonieten in Paraguay
- Rusland-Duitse Mennonieten
- Old Order Amish
- Old German Baptist Brethren
- Old Order Mennonieten